# Suất Young

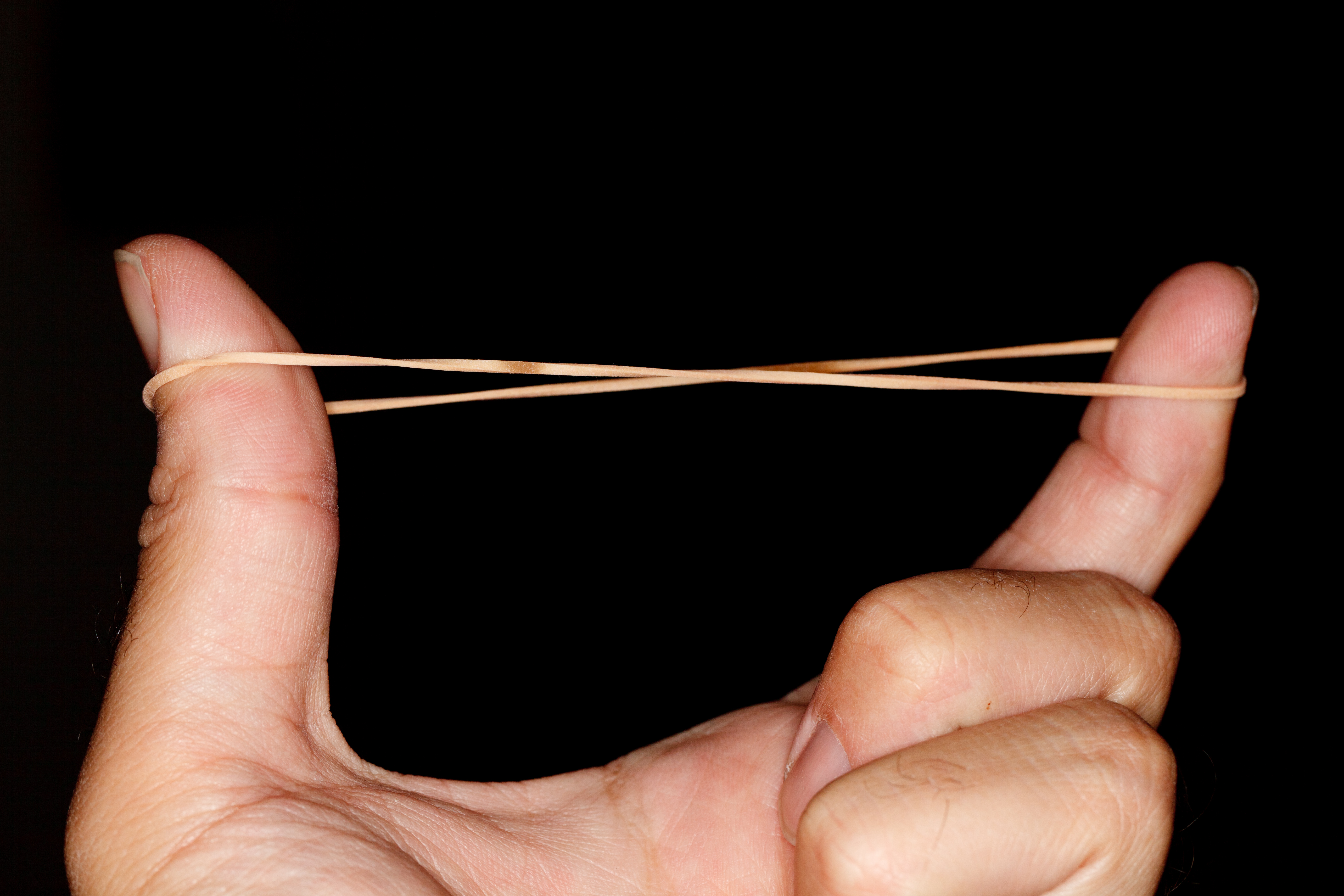
Cao su là một loại vật liệu có mô đun Young cực kỳ thấp

Mô đun Young, hay mô đun ứng suất, mô đun đàn hồi là một tính chất cơ học của các vật liệu rắn đàn hồi tuyến tính. Nó thể hiện mối quan hệ giữa ứng suất kéo giãn/nén {\displaystyle \sigma } (lực trên một đơn vị diện tích) và độ biến dạng {\displaystyle \varepsilon } của vật liệu qua công thức:
{\displaystyle E={\frac {\sigma }{\varepsilon }}}
Mô đun Young được đặt theo tên nhà khoa học người Anh thế kỷ 19 là Thomas Young. Tuy nhiên, quan điểm này đã được Leonhard Euler phát triển năm 1727, và các thí nghiệm đầu tiên sử dụng quan điểm của mô đun Young theo công thức lúc đó được nhà khoa học người Ý Giordano Riccati thực hiện năm 1782, trước công trình của Young 25 năm.